# Arbeitsgemeinschaft Europäischer Grenzregionen

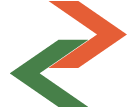
Logo der AGEG

Die Arbeitsgemeinschaft Europäischer Grenzregionen (AGEG) ist die älteste europäische Dachorganisation für Grenzregionen und grenzüberschreitende Zusammenschlüsse. Sie hat ihren Sitz in Gronau (Westfalen) und vertritt die Interessen europäischer Grenzregionen sowohl auf europäischer Ebene als auch bei den einzelnen EU-Mitgliedstaaten.

## Entstehungsgeschichte
Die Arbeitsgemeinschaft wurde am 17./18. Juli 1971 auf dem Wasserschloss Anholt auf dem Gebiet der ersten EUREGIO in Gronau gegründet. Erste Anregungen zur Gründung einer Arbeitsgemeinschaft Europäischer Grenzregionen gab es allerdings bereits 1965 während der „Internationale Regio Planertagung 1965“ in Basel. Die offizielle Gründung fand im September 1971 in Bonn statt.
Als erster Präsident wurde der Ungar (später Deutsche und schließlich Niederländer) Alfred Mozer gewählt, der von 1958 bis 1970 als Kabinettschef des Vizepräsidenten der Kommission der Europäischen Wirtschaftsgemeinschaft (EWG) Sicco Mansholt arbeitete.

## Präsidenten seit 1971
| Nr. | Name (Lebensdaten)               | Amtsantritt | Ende der Amtszeit |
| --- | -------------------------------- | ----------- | ----------------- |
| 1   | Alfred Mozer (1905–1979)         | 1971        | 1975              |
| 2   | Horst Gerlach (1919–1990)        | 1975        | 1979              |
| 3   | Wolfgang Schäuble (1942–2023)    | 1979        | 1983              |
| 4   | Karl Ahrens (1924–2015)          | 1984        | 1996              |
| 5   | Joan M. Vallvé (* 1940)          | 1996        | 2004              |
| 6   | Lambert van Nistelrooij (* 1953) | 2004        | 2009              |
| 7   | Karl-Heinz Lambertz (* 1952)     | 2010        | 2017              |
| 8   | Oliver Paasch (* 1971)           | 2017        | 2019              |
| 9   | Ann-Sofi Backgren                | 2019        | 2020              |
| 10  | Karl-Heinz Lambertz (* 1952)     | 2020        | 2023              |

## Ziele
Die Arbeitsgemeinschaft ist für alle europäischen Grenz- und grenzübergreifende Regionen tätig, um:
- die Vernetzung und den Austausch von Erfahrungen zwischen den Grenzregionen zu fördern
- im Rahmen von Netzwerken gemeinsame Aktionen vorzubereiten und durchzuführen
- die Interessen der Grenzregionen gemeinsam bei den europäischen Institutionen, den EU-Mitgliedstaaten und beim Europarat zu vertreten
- ihre speziellen Probleme, Herausforderungen, Chancen, Aufgaben und Projekte transparent zu machen
- für den Mehrwert grenzüberschreitender Zusammenarbeit zu sensibilisieren
- Kooperationen zu fördern
- Programme und Projekte durchzuführen, finanzielle Mittel zu beantragen, entgegenzunehmen und darüber zu verfügen
- das „Europäische Zentrum der Grenz- und grenzübergreifenden Regionen“ zu unterstützen
- Lösungen für Probleme anzubieten
- Veranstaltungen zu grenzübergreifenden Problemen durchzuführen.

Zum Erreichen ihrer Ziele arbeitet die AGEG auf europäischer Ebene zusammen mit:
- der Europäischen Union
  - dem Europäischen Parlament
  - der Europäischen Kommission
  - dem Ausschuss der Regionen
  - dem Europäischen Wirtschafts- und Sozialausschuss

- dem Europarat
  - der Parlamentarischen Versammlung
  - dem Kongress der Gemeinden und Regionen
  - dem Expertenkomitee für Grenzfragen[5]

## Organisation

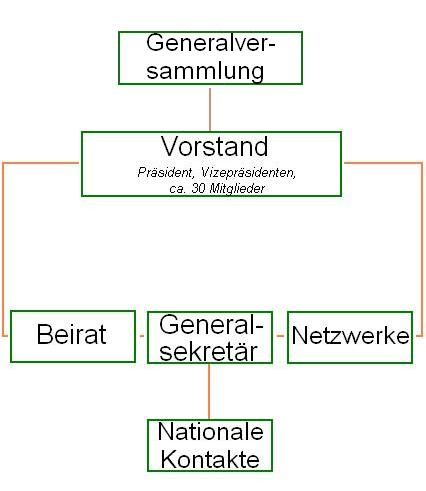
AGEG-Organisation

### Mitglieder
Die AGEG bilden ca. 100 Grenz- und grenzübergreifende Regionen, die über 200 Grenzregionen innerhalb und außerhalb der Union repräsentieren. Grenzübergreifende Regionen (bspw. EUREGIO) und größere Zusammenschlüsse (bspw. Großregion Saar-Lor-Lux) haben oft mehrere Regionen als Mitglieder.

#### Ordentliche Mitglieder
Ordentliche Mitglieder mit Stimmrecht sind europäische Grenz- und grenzübergreifende Regionen aus den Mitgliedstaaten der Europäischen Union und dem Europarat und Vereinigungen der Grenzregionen, die große geografische Gebiete in mehreren Ländern vertreten.

#### Mitglieder ohne Stimmrecht
Mitglieder ohne Stimmrecht sind Grenz- und grenzübergreifende Regionen mit zweijährigem Beobachterstatus (bis ihre Repräsentativität endgültig bestätigt wird), außerordentliche Mitglieder, Ehrenmitglieder, die sich in besonderer Weise für die Interessen der AGEG eingesetzt haben sowie natürliche Personen, Vereinigungen von Einzelpersonen, Institutionen und Institute, die im Bereich der grenzüberschreitenden Zusammenarbeit tätig sind.

### Sprachen
Die Arbeitssprachen sind Deutsch, Englisch und Französisch, in Ausnahmefällen jedoch auch Italienisch, Spanisch und sonstige Sprachen der AGEG-Mitglieder.

### Organe
Die Organe der AGEG sind:
- Die Generalversammlung
- Der Vorstand
- Der Generalsekretär

#### Die Generalversammlung
Die Generalversammlung ist das höchste Organ der Arbeitsgemeinschaft. Sie wählt den Präsidenten und die Mitglieder des Vorstandes, entscheidet über die Aufnahme und den Ausschluss von Mitgliedern, und legt die Mitgliedsbeiträge fest.

#### Der Vorstand
Der Vorstand wird für eine Amtszeit von zwei Jahren gewählt. Er setzt sich zusammen aus dem Präsidenten, dem ersten Vizepräsidenten, mindestens drei weitere Vizepräsidenten, dem Vorsitzenden des beratenden Ausschusses, dem Schatzmeister, dem Kassenprüfer und mindestens 20 Mitgliedern als Vertreter der Grenz- und grenzübergreifenden Regionen, jedoch unter Berücksichtigung der regionalen Ausgewogenheit. Die Aufgaben des Vorstandes bestehen darin, die grundlegenden Aussagen der AGEG zu vertreten, mit europäischen und nationalen Institutionen, Organisationen und Gesellschaften zusammenzuarbeiten. Außerdem ernennt der Vorstand den Generalsekretär.
Der Präsident ist der ranghöchste Vertreter der AGEG und vertritt die Arbeitsgemeinschaft nach außen. Er hat das Recht, im Einvernehmen mit dem Generalsekretär – der bevollmächtigt und berechtigt ist, die AGEG zu repräsentieren – Entscheidungen zu treffen.

### Nebenorgane
Die Arbeitsgemeinschaft kann Foren eröffnen, Ausschüsse bilden und Vertreter aus europäischen und anderen politischen Gremien, Vereinigungen und sozialen Gruppen einsetzen, die eine beratende Stimme erhalten. Ein besonderer „Beratender Ausschuss für grenzüberschreitende Zusammenarbeit“ (der Beirat), der sich aus Wissenschaftlern und Akteuren aus der Praxis aus ganz Europa zusammensetzt, erhielt außerdem den Auftrag, die AGEG in allen Fragen zur grenzüberschreitenden Zusammenarbeit zu beraten. Dieses Gremium kann außerdem Vorschläge für eine Problemlösung im Bereich der grenzüberschreitenden Zusammenarbeit ausarbeiten.
Folgende Foren sind momentan aktiv, bzw. im Aufbau:
- TF Cross-Border Health (Arbeitsgruppe zum grenzübergreifenden Gesundheitswesen)
- TF Cross-Border Universities / Innovation (Arbeitsgruppe zur Förderung der grenzübergreifenden Universitäten bzw. Innovation)
- TF External Borders
- TF Spatial Planning / ESPON
- TF Border Languages
- TF Strategy
- TF Rural Development (Arbeitsgruppe zur Entwicklung des ländlichen Raums)